# Michael Takahashi
Michael Takahashi, nato Michael Dorsey, conosciuto anche come Maikeru Takahashi (高橋 マイケル?, Takahashi Michael; Tokyo, 5 settembre 1974), è un ex cestista giapponese.

## Carriera
Con il Giappone ha disputato il Campionato del mondo del 1998 e i Campionati asiatici del 2003.